# Saint-Erblon (Mayenne)
Saint-Erblon é uma comuna francesa na região administrativa da Pays de la Loire, no departamento de Mayenne. Estende-se por uma área de 5,68 km². Em 2010 a comuna tinha 173 habitantes (densidade: 30,5 hab./km²).